# Огърличеста кукумявка
Огърличеста кукумявка (Glaucidium brodiei) е вид птица от семейство Совови (Strigidae).

## Разпространение
Видът е разпространен в Бутан, Бруней, Виетнам, Индия, Индонезия, Камбоджа, Китай, Лаос, Малайзия, Мианмар, Непал, Пакистан и Тайланд.